# Ohio State Buckeyes
Ohio State Buckeyes är en idrottsförening tillhörande Ohio State University och har som uppgift att ansvara för universitetets idrottsutövning.

## Idrotter
Buckeyes deltager i följande idrotter:
| Herrar - Amerikansk fotboll - Baseboll - Basket - Brottning - Cross County - Fotboll - Friidrott - Fäktning - Golf - Gymnastik - Ishockey - Lacrosse - Luftpistol - Luftgevär - Simhopp - Simning - Tennis - Volleyboll | Damer - Basket - Cheerleading - Cross County - Fotboll - Friidrott - Fäktning - Golf - Gymnastik - Ishockey - Konstsim - Lacrosse - Landhockey - Luftpistol - Luftgevär - Rodd - Simhopp - Simning - Softboll - Tennis - Volleyboll |

## Idrottsutövare

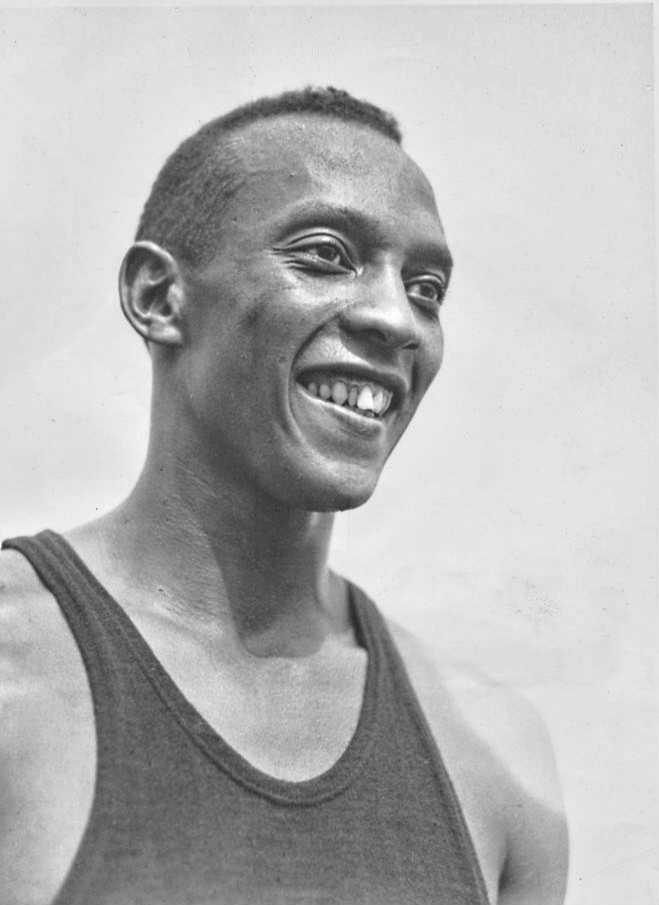
Jesse Owens, 1936.

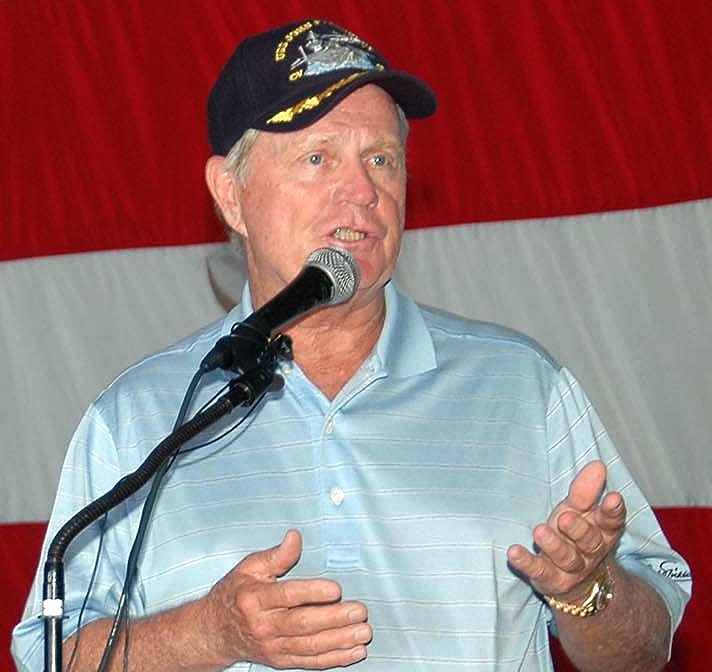
Jack Nicklaus, 2006.

| Amerikansk fotboll - Ezekiel Elliott Basket - Keita Bates-Diop - Jamison Battle - Malaki Branham - John Havlicek - Dennis Hopson - E.J. Liddell - Jerry Lucas - Greg Oden - Micah Potter - Michael Redd - D'Angelo Russell - Brice Sensabaugh - Katie Smith - Jae’Sean Tate - Evan Turner - Duane Washington Jr. Fotboll - Lara Dickenmann - Roger Espinoza Friidrott - Dave Albritton - Glenn Ashby Davis - Gene Cole - Jesse Owens - Butch Reynolds - George Simpson - Mal Whitfield Golf - Rosie Jones - Meg Mallon - Jack Nicklaus - Tom Weiskopf | Gymnastik - Raj Bhavsar - Morgan Hamm - Paul Hamm - Blaine Wilson Ishockey - John Albert - Matt Bartkowski - Tessa Bonhomme - Lisa Chesson - Zac Dalpe - Jakub Dobeš - Ryan Dzingel - Anthony Greco - Nathan Guenin - Dave Gust - Cal Heeter - Dakota Joshua - Ryan Kesler - Tanner Laczynski - Mason Lohrei - Jamie Macoun - Max McCormick - Cole McWard - Georgij Merkulov - Carson Meyer - Rod Pelley - Natalie Spooner - David Steckel - Tyson Strachan - Emma Terho - R.J. Umberger Kampsport - Mark Coleman - Kevin Randleman Skeleton - Lea Ann Parsley |